# Eleuterio (exarca de Rávena)
Eleuterio (¿? - 620) fue un eunuco que se convirtió en exarca de Rávena de 615 a 619, sucediendo a Juan Lemigio. A principios de su reinado casi todo el exarcado era inestable. En Rávena era evidente el descontento con los bizantinos; en Nápoles, un cierto Juan de Conza separó la ciudad del control del exarca. Eleuterio llegó a Rávena e inmediatamente condenó a muerte a «todos los que habían estado implicados en el asesinato del exarca Juan y los jueces del estado». A continuación, después de realizar una visita de cortesía al papa Adeodato I, Eleuterio partió para Nápoles, capturó la ciudad y mató al rebelde Juan y a sus partidarios. Sin embargo, poco después de que los lombardos amenazaron con iniciar la guerra, Eleuterio pidió la paz y les prometió un tributo anual.
Como la situación en Italia era de insatisfacción, aprovechándose de la preocupación del emperador bizantino Heraclio por los sasánidas, Eleuterio se autoproclamó emperador en 619, con la intención de establecer su capital en Roma. Al año siguiente, mientras decidía cómo convencer al papa Bonifacio V para que le concediera una corona, fue asesinado por sus soldados en la fortaleza de Luceoli y su cabeza fue enviada a Heraclio.